# 第一博爾希夫卡
50°20′59″N 26°11′2″E / 50.34972°N 26.18389°E
第一博爾希夫卡（烏克蘭語：Борщівка Перша），是烏克蘭西北部羅夫諾州羅夫諾區米佐奇市镇内的村落。面積8.27平方公里，海拔高度306米，2001年人口143，人口密度每平方公里17.3人。